# Дрімлюга ефіопський
Дрімлюга ефіопський (Caprimulgus clarus) — вид дрімлюгоподібних птахів родини дрімлюгових (Caprimulgidae). Мешкає в Східній Африці.

## Поширення і екологія
Ефіопські дрімлюги мешкають в Ефіопії, Сомалі, Джибуті, Південному Судані, Уганді, Кенії і Танзанії, трапляються в ДР Конго. Вони живуть в сухих чагарникових заростях, акацієвих саванах, на луках і пасовищах, поблизу води. Зустрічаються на висоті до 2000 м над рівнем моря. Живляться комахами, яких ловлять в польоті. Сезон розмноження триває з лютого по травень.